# Lotus Evora
L'Evora est un modèle de voiture de sport du constructeur automobile britannique Lotus. Première nouveauté de la gamme depuis plus de dix ans, la voiture est développée sous le nom de code « Project Eagle » et est lancée le 22 juillet 2008 au British International Motor Show. Héritière de la lignée des Lotus Esprit, elle a été dessinée par le designer Russell Carr.
La production de l'Evora est stoppée en décembre 2021, après 6 117 exemplaires commercialisés. Les Lotus Elise et Exige voient également leur production stoppée au même moment. La dernière Evora produite est une version GT430 Sport avec la teinte Dark Metallic Grey.

## Genèse
La Lotus Evora est connue en interne sous le nom « Project Eagle » et ce n'est que lors de son lancement au salon de l'automobile de Londres qu'elle est officiellement appelée Evora. Son nom vient de la ville d'Evora, au Portugal. Coupé sport à configuration 2+2, son moteur est placé en position centrale arrière, comme pour l'Elise et les autres modèles actuels. La nouvelle Evora se fait plus discrète que l'Elise et l'Exige, tout en étant plus puissante que ces dernières. 

## Mécanique et performance
La Lotus Evora est propulsée par un moteur à six cylindres en V d'une cylindrée de 3,5 litres, installé en position centrale arrière. Conçu par Toyota, ce dernier est équipé de doubles arbres à cames en tête à calage variable Dual VVT-i, à l'admission comme à l'échappement. Il développe 280 ch à 6 400 tr/min et 342 N m de couple à 4 700 tr/min. La boîte mécanique à six rapports est à commande manuelle. L'Evora pèse 1 350 kg, ce qui reste relativement léger pour une sportive à quatre places, comme à l'habitude chez Lotus.
Lors du Mondial de l'automobile de Paris 2010, Lotus dévoile l'Evora S, dont le V6 suralimenté par un compresseur Eaton TVS (twin vortex series) à échangeur eau/huile développe 350 ch à 7 000 tr/min et 400 N m de couple à 4 500 tr/min. Les réglages de châssis et les freins sont adaptés à ce surcroit de puissance.

## Structure et design

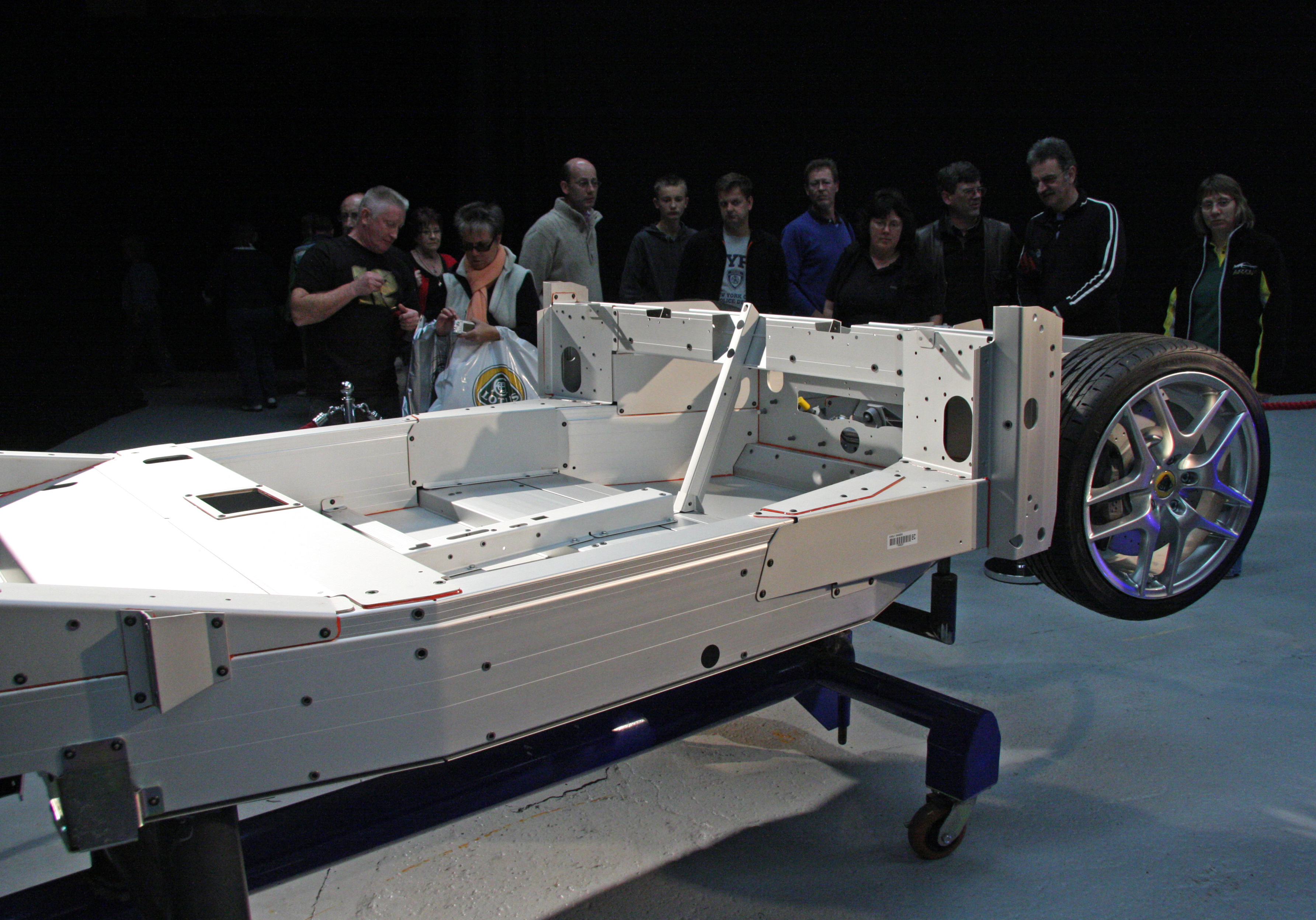
Le châssis tout aluminium, collé, de l'Evora.

Le châssis de l'Evora est conçu en aluminium ultra-léger, suivant une technologie innovante qui assure des « performances dynamiques générales viscérales ». Le design de l'Evora est composé de lignes fluides sophistiquées et aérodynamiques, qui lui permettent d'avoir un coefficient de traînée de 0,337. Et bien que l'Evora ait l'air d'une petite voiture de sport très compacte à l'extérieur, son intérieur est étonnamment spacieux. Initialement en configuration 2+2, elle est également disponible en stricte 2 places.
Les suspensions avant et arrière sont assurées par une double triangulation.

## Lotus Evora GTE

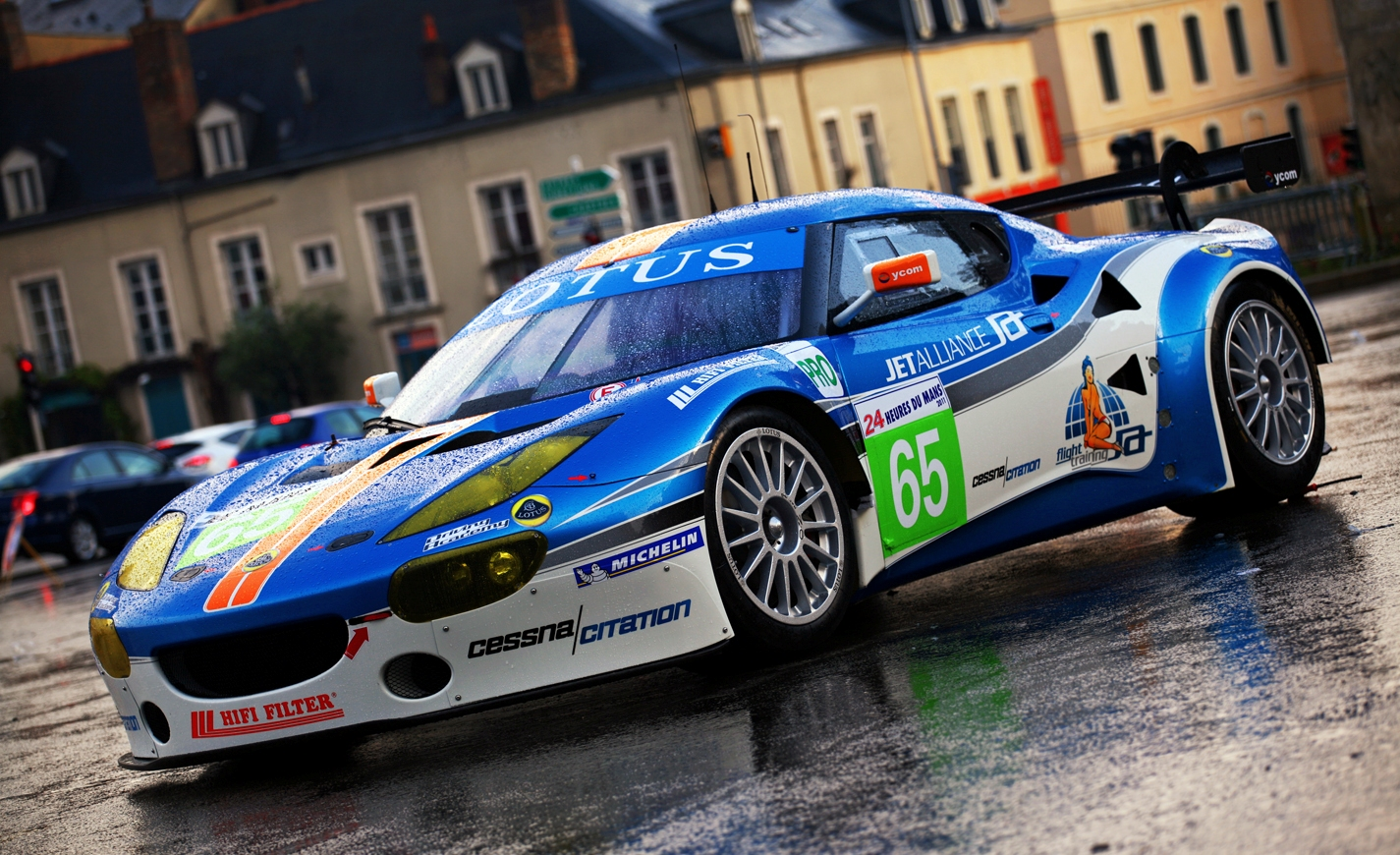
Lotus Evora GTE du Jetalliance Racing aux 24 Heures du Mans 2011.

La version GTE est mue par un moteur V6 de Toyota développant une puissance de 456 ch et possède une boîte à six rapports à commande séquentielle, afin de répondre aux normes mécaniques de la compétition. Elle est allégée de 200 kg par rapport à la version de série.
Lors de la saison 2011, deux voitures sont engagées par l'écurie autrichienne Jetalliance Racing pour participer à l'Intercontinental Le Mans Cup et aux 24 Heures du Mans.
Une voiture est également engagée par le Alex Job Racing en American Le Mans Series pour la saison 2012.

## Lotus Evora 124
La 124 est une version conçue pour concourir dans certaines épreuves d'endurance spécifiques comme les 24 Heures du Nürburgring ou les 12 Heures de Sepang.

## Lotus Evora Sport 410

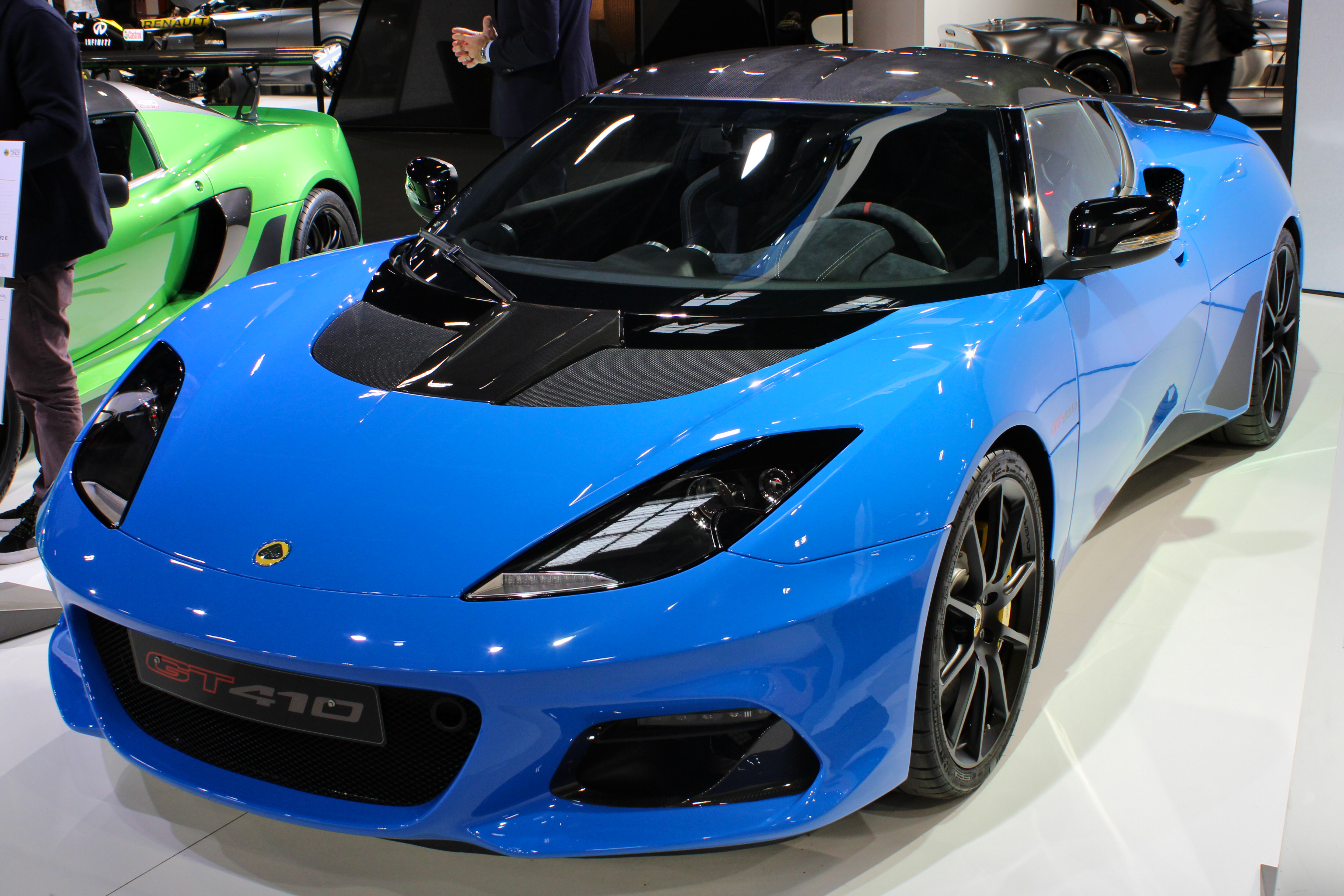
Lotus Evora Sport 410.

Au salon international de l'automobile de Genève 2016, Lotus dévoile une version sportive de l'Evora baptisée Evora 410, baptisée en référence à son nouveau moteur de 410 ch. elle devient la première Lotus a franchir les 300 km/h.

## Lotus Evora GT430

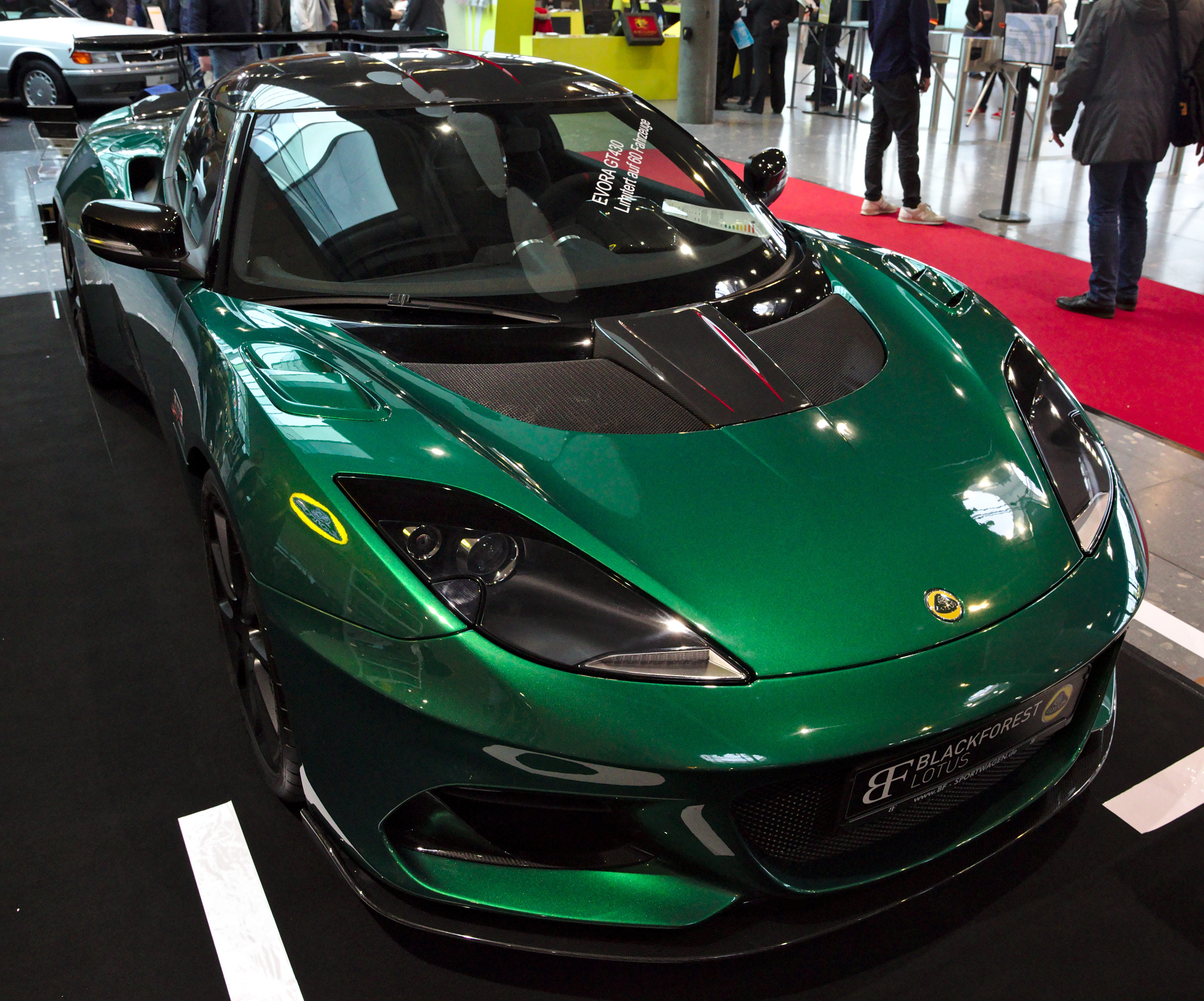
Lotus Evora GT430.

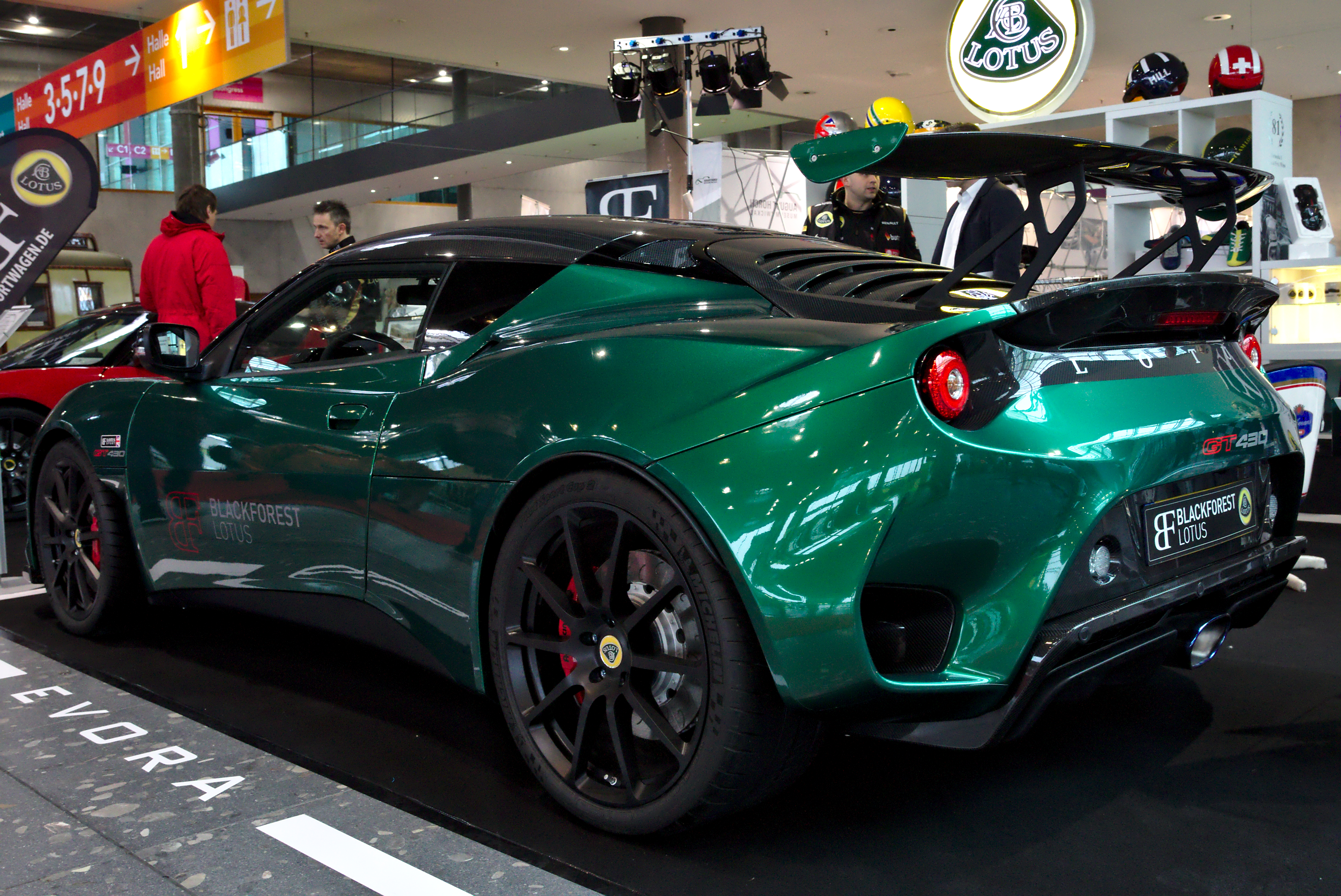
Vue arrière.

En juillet 2017, la Lotus Evora GT430 devient la Lotus de route la plus puissante de l'histoire avec 436 ch et 440 N m de couple issus de son V6 3.5 litres. Produite en série limitée de 60 exemplaires, elle est capable d'effectuer un 0 à 100 km/h en 3,7 secondes et 305 km/h en vitesse de pointe.
Par rapport à l'Evora 400, la GT430 est une biplace et pèse 26 kg de moins, soit 1258 kg à sec. Elle est équipée d'un aileron fixe qui lui donne 250 kg d'appui aérodynamique en vitesse maximale, d'amortisseurs Öhlins TTX, de ressorts Eibach, d'une boîte manuelle à six rapports et d'un différentiel à glissement limité type Torsen. Elle est montée de jantes de 20 pouces chaussées de pneus Michelin Pilot Sport Cup 2.
En septembre 2017, Lotus dévoile une version améliorée de l'Evora GT430, l'Evora GT430 Sport. Elle se distingue par la disparition de la jupe avant proéminente et de l'aileron arrière fixe. Le moteur et la puissance restent les mêmes sauf que la vitesse passe à 315 km/h, le poids baisse de 100 kg (1 248 kg) soit de 10 kg par rapport à la GT430 et elle accélère à 3,7 s.

## Finitions
- Hethel Edition